# Benny Ibarra
Benny Ibarra De Llano (Cidade do México, 8 de setembro de 1970) é um ator, compositor e cantor mexicano.